# Бамби 2
„Бамби 2“ (на английски: Bambi II) е продължение на хитовата детска анимация от 1942 г. „Бамби“. Кинотеатралната премиера на „Бамби 2“ се състои на 26 януари 2006 г. в Аржентина. Анимацията се прожектира в кината в още редица държави, а в други — като САЩ, Канада, Китай, Япония и Русия — излиза директно на видео (direct-to-video). През първата седмица след излизането на „Бамби 2“, в САЩ са продадени над два и половина милиона DVD-диска. Филмът получава награда FBW в Германия, а на 11 февруари 2007 г. е удостоен с награда „Ани“ (англ. Annie) в категориия Best Home Entertainment Production. „Бамби 2“ поставя рекорд с интервала между излизането на оригиналния филм (1942) и продължението му (2006) – 64 години.
В работата над филма взема участие като консултант по анимацията известният аниматор на Дисни Андреас Дежа — една от ключовите фигури в създаването на анимационни филми като „Цар лъв“, „Красавицата и Звяра“, „Малката русалка Ариел“ и „Аладин“. Режисьор и съавтор на сюжета е Браян Пиментал, който също е работил над сценарии на анимационни филми на Дисни по-рано, през 1990-те.
Филмът представя ранните години на главните герои от оригиналния филм, преди събитията от втората половина на „Бамби“. Действието се развива най-вече около останалото без майка еленче Бамби и неговия баща, Великият принц на гората.

## Синхронен дублаж
| Роля               | Изпълнител |
| ------------------ | --- |
| Елен               | Георги Тодоров |
| Бамби              | Даниел Кукушев |
| Бухал              | Тодор Димитров |
| Тропчо             | Малена Шишкова |
| Цвете              | Боян Арбов |
| Фелин              | София Иванова |
| Сестрите на Тропчо | Диляна Сугарева Ема Георгиева Ралица Абаджиева Василка Сугарева                                                                    |
| Мармот             | Живко Джуранов |
| Бодливо свинче     | Калин Арсов |
| Майката на Бамби   | Петя Абаджиева |
| Мина               | Светлана Смолева |
| Други гласове      | Лина Шишкова Емил Димитров |
| Хор                | Антония Тасева Ирена Велчева Майкъл Зарков Варвара Панкова Атанас Сребрев Надя Найденова Атанас Сребрев Владимир Димов Ясен Зердев |

| Песен                         | Изпълнител      |
| ----------------------------- | --------------- |
| Нов живот Нов живот (реприза) | Любена Нинова   |
| Пролет щом пак цъфти          | Мария Николаева |
| Пролетна песен                | Живко Джуранов  |

| Обработка                       | Александра Аудио (2012)               |
| ------------------------------- | ------------------------------------- |
| Режисьор на дублажа             | Василка Сугарева                      |
| Превод                          | Анелия Добрева                        |
| Музикален режисьор              | Десислава Софранова                   |
| Музикален асистент              | Цветомира Цонева                      |
| Превод на песните               | Десислава Софранова Цветомира Цонева  |
| Тонрежисьори на записа          | Петър Костов Пламен Пенев             |
| Творчески директор              | Венета Янкова                         |
| Продуцент на българската версия | Disney Character Voices International |